# Сара Еванс
Сара Лінн Еванс (англ. Sara Lynn Evans; нар. 5 лютого 1971, Бунвілль, Міссурі, США) — американська кантрі-співачка та автор пісень. Випустила вісім студійних альбомів та різдвяну збірку. Її платівка «Born to Fly» стала альбомом-бестселером і отримала дві платинові сертифікації від американської компанії RIAA, продаючи на території США понад 2 мільйони копій.

## Біографія

### Раннє життя
Сара Лінн Еванс народилася 5 лютого 1971 року в Бунвіллі штату Міссурі. Має уельське, англійське, ірландське та індіанське походження. Виросла на фермі близько містечка Нью-Франклін штату Міссурі. Старша із семи дочок. У 5-річному віці співала у своєму сімейному гурті по вихідним. У вісім років Еванс збила машина навпроти її будинку і вона зазнала численних переломів ніг. Одужуючи у інвалідному візку, вона продовжувала співати, щоби допомогти оплачувати медичні рахунки. У 16 років почала виконувати пісні на сцені нічного клубу біля міста Коламбія, і виступала там протягом двох років.

## Особисте життя
25 вересня 1993 року одружилася із Крейгом Щелське, майбутнім політиком. Разом мають троє дітей: Ейвері Джек (народжений 21 серпня 1999), Олівія Маргарет (народжена 22 січня 2003) та Одрі Елізабет (народжена 6 жовтня 2004).

## Дискографія
Студійні альбоми
- 1997: Three Chords and the Truth
- 1998: No Place That Far
- 2000: Born to Fly
- 2003: Restless
- 2005: Real Fine Place
- 2011: Stronger
- 2014: Slow Me Down
- 2014: At Christmas
- 2017: Words
- 2020: Copy That

## Нагороди та номінації
| Рік  | Нагорода                         | Категорія                                                             | Результат |
| ---- | -------------------------------- | --------------------------------------------------------------------- | --------- |
| 1997 | Billboard Music Video Awards     | Best Country New Artist Video of the Year                             | Перемога  |
| 1999 | Country Music Association Awards | Vocal Event of the Year for "No Place That Far" (із Вінсом Гіллом)    | Номінація |
| 1999 | Country Music Association Awards | Horizon Award                                                         | Номінація |
| 2000 | Country Music Association Awards | Horizon Award                                                         | Номінація |
| 2001 | Country Music Association Awards | Video of the Year for "Born to Fly"                                   | Перемога  |
| 2001 | Country Music Association Awards | Single of the Year for "Born to Fly"                                  | Номінація |
| 2001 | Country Music Association Awards | Song of the Year for "Born to Fly"                                    | Номінація |
| 2001 | Country Music Association Awards | Album of the Year for Born to Fly                                     | Номінація |
| 2001 | Country Music Association Awards | Female Vocalist of the Year                                           | Номінація |
| 2002 | Academy of Country Music Awards  | Top Female Vocalist                                                   | Номінація |
| 2002 | Country Music Association Awards | Female Vocalist of the Year                                           | Номінація |
| 2004 | Country Music Association Awards | Female Vocalist of the Year                                           | Номінація |
| 2004 | CMT Flameworthy Awards           | Female Video of the Year for "Perfect"                                | Номінація |
| 2004 | BMI Country Awards               | 50 Most Performed Country Songs Award for "Perfect"                   | Перемога  |
| 2005 | CMT Music Awards                 | Hottest Video of the Year for "Suds in the Bucket"                    | Номінація |
| 2005 | Academy of Country Music Awards  | Top Female Vocalist                                                   | Номінація |
| 2005 | Academy of Country Music Awards  | Album of the Year for Restless                                        | Номінація |
| 2005 | Country Music Association Awards | Musical Event of the Year for "New Again" (із Бредом Пейслі)          | Номінація |
| 2005 | Country Music Association Awards | Female Vocalist of the Year                                           | Номінація |
| 2006 | CMT Music Awards                 | Female Video of the Year for "A Real Fine Place To Start"             | Номінація |
| 2006 | R&R                              | Female Vocalist of the Year                                           | Перемога  |
| 2006 | Academy of Country Music Awards  | Top Female Vocalist                                                   | Перемога  |
| 2006 | Country Music Association Awards | Female Vocalist of the Year                                           | Номінація |
| 2007 | CMT Music Awards                 | Female Video of the Year for "You'll Always Be My Baby"               | Номінація |
| 2007 | BMI Country Awards               | 50 Most Performed Country Songs Award for "You'll Always Be My Baby"  | Перемога  |
| 2008 | BMI Country Awards               | 50 Most Performed Country Songs for "As If"                           | Перемога  |
| 2010 | Dove Awards                      | Special Event Album for Glory Revealed II: The Word of God In Worship | Перемога  |
| 2011 | CMT Music Awards                 | Female Video of the Year for "A Little Bit Stronger"                  | Номінація |
| 2011 | Country Music Association Awards | Female Vocalist of the Year                                           | Номінація |
| 2011 | Country Music Association Awards | Single of the Year for "A Little Bit Stronger"                        | Номінація |
| 2011 | American Music Awards            | Favorite Country Female Artist                                        | Номінація |
| 2011 | American Country Awards          | Single by a Female Artist for "A Little Bit Stronger"                 | Номінація |